# Cinkotai János
Cinkotai János Béla (Griesbach, 1945. szeptember 30. –) magyar közgazdász, címzetes egyetemi docens. Szakterülete az infláció. 1977-1990 között az Országos Anyag- és Árhivatal főelőadója, 1990-1994 a kormány főtanácsosa, valamint 1998-2002 között a miniszterelnöki hivatal gazdasági főtanácsadója volt. 1994-1998 illetve 2003-2011 között a Magyar Nemzeti Bank tanácsadója, majd 2011-2017 között az MNB Monetáris Tanácsának tagja.

## Élete
1964-ben érettségizett a budapesti Kölcsey Ferenc Gimnáziumban, közgazdasági tanulmányait a Marx Károly Közgazdaságtudományi Egyetemen végezte 1970-1976 között. 1977-ben „summa cum laude” fokozattal doktori címet szerzett.
1977-1990 között az Országos Anyag- és Árhivatalban előadóként, főleg fogyasztói árakkal, árintézkedések előkészítésével, és inflációs előrejelzésekkel foglalkozott. 1990-ben Antall József miniszterelnök felkérésére — az Árhivatal jogutód nélkül történő megszüntetése után — az inflációt érintő kérdésekben — a kormány főtanácsosa lett. A miniszterelnök felkérte, hogy vállaljon szerepet a hazai antiinflációs gazdaságpolitika kialakításában, az akkor rendkívül magas, 35 %-os infláció jelentős csökkentésében. Továbbá, hogy Magyarországon a piacgazdaságra való átállás moderált, és ne pedig a hiperinfláció körülményei között kerüljön sor. Ehhez jelentősen hozzájárult azzal, hogy az Inflációs előrejelzései 1988-2018 között, 30 év átlagában 96 %-os biztonsággal teljesültek.
1990-1994 között, Antall József támogatásával hivatalos úton járt Párizsban, Londonban, Rómában, Washingtonban, Tokióban, Canberrában, tanulmányozta az infláció előrejelzés módszertanát.
A főtanácsadói tisztséget később, az első Orbán-kormány idején is betöltötte. 2001-2007 között Járai Zsigmondnak, a Magyar Nemzeti Bank akkori elnökének tanácsadójaként tevékenykedett, de hasonló minőségben dolgozott ugyanitt 2009-2011 között, Simor András elnöksége idején, mint tiszteletbeli elnöki tanácsadó. 2011-2017 között az MNB Monetáris Tanácsának volt tagja.
2012-ben a Miskolci egyetem a címzetes egyetemi docensi címet adományozta neki. Több, mint 200 alkalommal lépett a nyilvánosság elé. Publikációi elsősorban rövidtávú inflációs előrejelzésekkel foglalkoznak, prognózisainak pontosságát széleskörű szakmai elismerés övezi. Pályafutása során öt miniszterelnököt (Antall József, Boross Péter, Orbán Viktor, illetve a kabinetfőnökök útján Medgyessy Péter, Gyurcsány Ferenc) látott el szakmai tanácsokkal, és ugyancsak öt jegybankelnök (Bod Péter Ákos, Surányi György, Járai Zsigmond, Simor András, Matolcsy György) vette igénybe előrejelzéseit inflációs kérdésekben.
Közgazdászi pályája mellett bölcseleti tanulmányokat is folytatott a Pázmány Péter Katolikus Egyetemen 1996-2001 között, a hittanári diplomáját 2001-ben vette át.  2001-2010 között katolikus hittanárként is tevékenykedett a Budapest- Fasori Evangélikus Gimnáziumban.
2021 március 15-én Áder János, Magyarország köztársasági elnöke a Magyar Érdemrend Tisztikeresztjét adományozta neki. Az indoklás szerint "a hazai inflációs gazdaságpolitika kialakításában, illetve a piacgazdaságra való átállás körülményeinek megteremtésében vállalt kiemelkedő szerepe, valamint a közgazdaságtudomány területén folytatott kutatói-oktatói és szakértői tevékenysége" tette e rangos elismerésre érdemessé.
Memoárjait "A Tripolisztól a Fehér Házig – Cinkotai János 184 története" címmel jelentette meg 2022-ben, a kötethez Varga Mihály pénzügyminiszter és Veres András, a Magyar Katolikus Püspöki Konferencia elnöke írt ajánlót.

## Elismerései
- A Magyar Érdemrend tisztikeresztje (2021)

## Művei
- A Tripolisztól a Fehér Házig – Cinkotai János 184 története. Magyar Napló, Budapest, 2022